# Dolmen de la Serra Mitjana
Le dolmen de la Serra Mitjana est un dolmen situé à la limite des communes de Catllar et Eus, dans le département français des Pyrénées-Orientales.

## Historique
Le dolmen a été découvert en 1994 grâce aux indications d'un berger. Il est mentionné pour la première fois en 1996 par Yves Blaize.

## Description
Le dolmen a été édifié dans l'environnement d'un chaos granitique. Il est ruiné. Le tumulus est entouré d'un péristalithe.